# Nissan Cedric
Nissan Cedric är en personbil som tillverkades av den japanska biltillverkaren Nissan Motor Co. Ltd mellan 1960 och 2004. 

## Nissan Cedric 30
Efter andra världskriget saknade Nissan resurser att utveckla nya modeller och tillverkningen baserades istället på de små Datsun-bilarna från 1930-talet. I början av 1950-talet tecknades ett avtal med brittiska Austin Motor Company om licenstillverkning men i april 1960 var Nissan mogna att introducera sin första moderna efterkrigskonstruktion, Cedric. 
Cedric var Nissans första bil med självbärande kaross. Den hade tidstypisk panoramavindruta och mycket karaktäristiska dubbla, vertikalt placerade strålkastare. Bilen fanns som sedan eller kombi. Den fyrcylindriga motorn fanns i två storlekar och var tydligt influerad av Austin. Till 1961 tillkom Cedric Custom med längre hjulbas för rymligare baksäte. Till 1964 uppdaterades Cedric med en ny front med mer konventionella, horisontellt placerade strålkastare samt ny instrumentbräda. Samtidigt infördes automatlåda som tillval.
Varianter:
| Modell     | Motor              | Cylindervolym | Effekt | Bränslesystem   |
| ---------- | ------------------ | ------------- | ------ | --------------- |
| 1500       | 4-cyl radmotor ohv | 1488 cm³      | 61 hk  | Enkel förgasare |
| 1900       | 4-cyl radmotor ohv | 1883 cm³      | 80 hk  | Enkel förgasare |
| Special 50 | 6-cyl radmotor ohv | 2825 cm³      | 100 hk | Enkel förgasare |

### Nissan Cedric Special 50

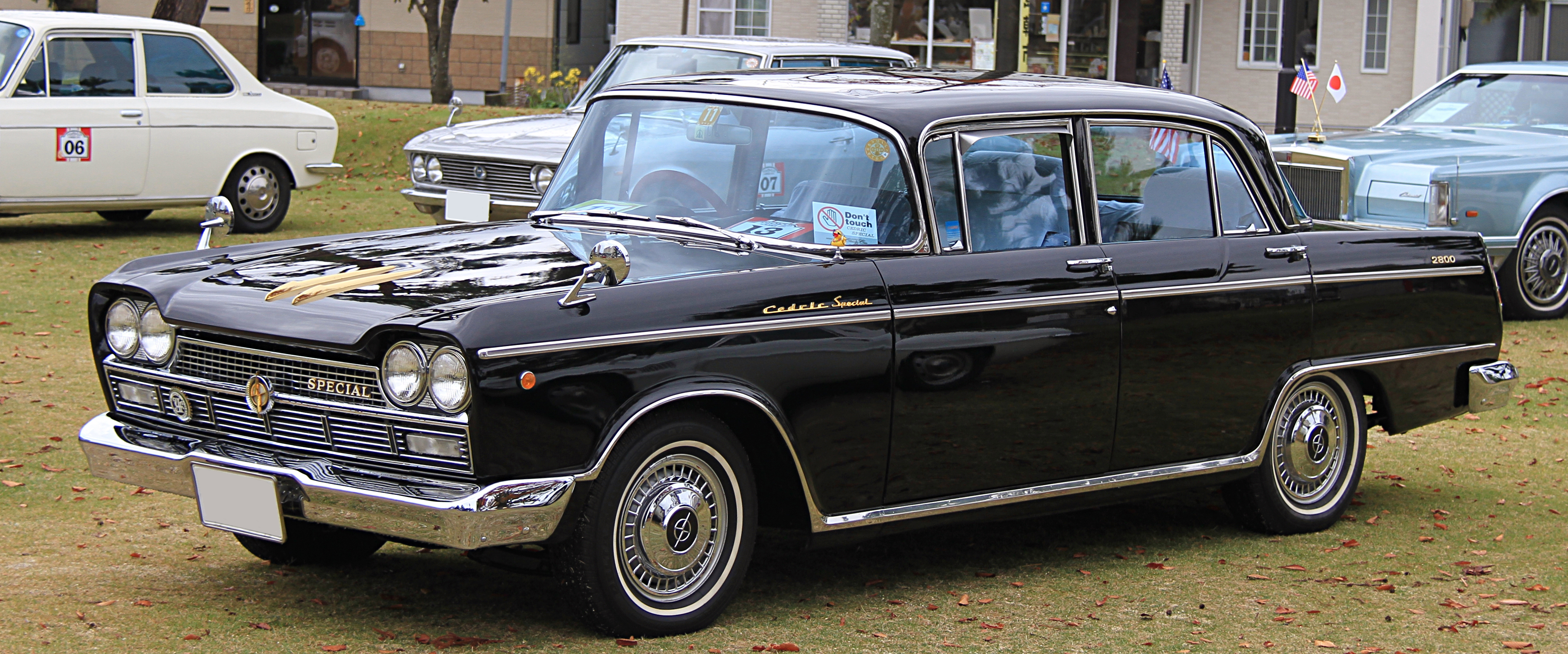
Nissan Cedric Special 50

I början av 1963 presenterades den sexcylindriga Cedric Special. Den delade kaross med Cedric Custom men hjulbasen förlängdes ytterligare för att ge plats för den långa radsexan som var baserad på den fyrcylindriga Cedric-motorn. 
Modellen ersattes 1965 av Nissan President.

## Nissan Cedric 130
Hösten 1965 introducerades Cedric 130. Bilen hade fått en betydligt modernare kaross ritad av Pininfarina. Den fyrcylindriga basmotorn fanns kvar men dessutom fanns två sexcylindriga alternativ: en enklare stötstångsmotor samt en sportigare motor med överliggande kamaxel som senare skulle göra stor succé i Z-serien. På grund av de japanska skattereglerna hade alla motorerna två liters slagvolym. Bilen exporterades och såldes också under Datsun-namnet, då även med större motorer.
Cedric var populär som taxi. För den marknaden såldes den även med dieselmotor.
Varianter:
| Modell | Motor               | Cylindervolym | Effekt | Bränslesystem    |
| ------ | ------------------- | ------------- | ------ | ---------------- |
|        | 4-cyl radmotor ohv  | 1982 cm³      | 85 hk  | Enkel förgasare  |
|        | 6-cyl radmotor ohv  | 1973 cm³      | 95 hk  | Enkel förgasare  |
|        | 6-cyl radmotor SOHC | 1998 cm³      | 110 hk | Dubbla förgasare |
| Diesel | 4-cyl radmotor ohv  | 2164 cm³      | 67 hk  | Dieselmotor      |
| 2400   | 6-cyl radmotor SOHC | 2393 cm³      | 112 hk | Enkel förgasare  |

## Nissan Cedric 230
Cedric 230 introducerades 1971. Från och med denna generation delades både teknik och kaross med Nissan Gloria som marknadsfördes som en sportigare variant. En coupé-version tillkom och från hösten 1972 även en fyrdörrars hard top utan B-stolpe. I Sverige såldes den här modellen av Cedric som Datsun 220C, med en 70 hk 2.2 liters dieselmotor. Man siktade på taximarknaden, men trots att den var 25 procent billigare än en jämförbar Mercedes-Benz 220D så sålde den bara en bråkdel så mycket.
Varianter:
| Modell | Motor               | Cylindervolym | Effekt | Bränslesystem    |
| ------ | ------------------- | ------------- | ------ | ---------------- |
|        | 4-cyl radmotor ohv  | 1982 cm³      | 85 hk  | Enkel förgasare  |
| 200    | 6-cyl radmotor SOHC | 1998 cm³      | 99 hk  | Enkel förgasare  |
| Diesel | 4-cyl radmotor ohv  | 2164 cm³      | 70 hk  | Dieselmotor      |
| 240    | 6-cyl radmotor SOHC | 2393 cm³      | 112 hk | Dubbla förgasare |
| 260    | 6-cyl radmotor SOHC | 2565 cm³      | 120 hk | Dubbla förgasare |

## Nissan Cedric 330
Den fjärde generationen tillverkades mellan juni 1975 och juni 1979. Under den nya kurviga karossen förblev tekniken i stort oförändrad jämfört med företrädaren. 330-serien kom dock också i en ny karossvariant; en fyrdörrars hardtop utan B-stolpe. Ny i modellinjen var också en bränsleinsprutad tvålitersvariant som kom mot slutet av 1975, samtidigt som en 2-liters diesel - den första Cedric dieseln. Denna var mest avsedd för taxibruk. I juli 1977 ersatters 2,6-literssexan av en 2,8-liters dito. Detta var ett direkt resultat av nya, striktare avgasregler. Vid samma tidpunkt kom också ett 2,2-liters dieselalternativ.
Den millionte Cedricen var av 330-serien, och byggdes i oktober 1977.
Varianter:
| Modell | Motor               | Cylindervolym | Effekt | Bränslesystem      |
| ------ | ------------------- | ------------- | ------ | ------------------ |
|        | 4-cyl radmotor ohv  | 1982 cm³      | 85 hk  | Enkel förgasare    |
| 200    | 6-cyl radmotor SOHC | 1998 cm³      | 99 hk  | Enkel förgasare    |
| 200E   | 6-cyl radmotor SOHC | 1998 cm³      | 122 hk | Bränsleinsprutning |
| Diesel | 4-cyl radmotor ohv  | 1991 cm³      | 56 hk  | Dieselmotor        |
| Diesel | 4-cyl radmotor ohv  | 2164 cm³      | 65 hk  | Dieselmotor        |
| 240    | 6-cyl radmotor SOHC | 2393 cm³      | 110 hk | Enkel förgasare    |
| 260    | 6-cyl radmotor SOHC | 2565 cm³      | 118 hk | Enkel förgasare    |
| 280    | 6-cyl radmotor SOHC | 2753 cm³      | 125 hk | Enkel förgasare    |

## Nissan Cedric 430
Med Cedric 430 vände sig Nissan åter till Pininfarina för designen. Tekniken uppdaterades med en modernare automatlåda och bakaxeln hade slutligen fått skruvfjädrar. Bilen fanns nu även med sexcylindrig dieselmotor. Coupén utgick och ersattes av Nissan Leopard.
Varianter:
| Modell | Motor               | Cylindervolym | Effekt | Bränslesystem             |
| ------ | ------------------- | ------------- | ------ | ------------------------- |
|        | 4-cyl radmotor ohv  | 1982 cm³      | 85 hk  | Enkel förgasare           |
| 200    | 6-cyl radmotor SOHC | 1998 cm³      | 99 hk  | Enkel förgasare           |
| 200E   | 6-cyl radmotor SOHC | 1998 cm³      | 122 hk | Bränsleinsprutning        |
| Turbo  | 6-cyl radmotor SOHC | 1998 cm³      | 160 hk | Bränsleinsprutning, turbo |
| Diesel | 4-cyl radmotor ohv  | 1991 cm³      | 56 hk  | Dieselmotor               |
| Diesel | 4-cyl radmotor ohv  | 2164 cm³      | 65 hk  | Dieselmotor               |
| 280    | 6-cyl radmotor SOHC | 2753 cm³      | 125 hk | Enkel förgasare           |
| 280E   | 6-cyl radmotor SOHC | 2753 cm³      | 145 hk | Bränsleinsprutning        |
| Diesel | 6-cyl radmotor SOHC | 2792 cm³      | 85 hk  | Dieselmotor               |

## Nissan Cedric Y30
Den sjätte generationen Cedric fick en uppdaterad framvagn med MacPherson fjäderben. Den fyrcylindriga basmotorn utgick och de raka sexorna ersattes av en ny generation V-motorer. 
Y30-serien var den sista som tillverkades med kombikaross och produktionen av denna fortsatte parallellt med de modernare efterträdarna fram till 1999.
Varianter:
| Modell    | Motor               | Cylindervolym | Effekt | Bränslesystem             |
| --------- | ------------------- | ------------- | ------ | ------------------------- |
| 200       | 6-cyl V-motor SOHC  | 1998 cm³      | 108 hk | Enkel förgasare           |
| 200E      | 6-cyl V-motor SOHC  | 1998 cm³      | 130 hk | Bränsleinsprutning        |
| 200 Turbo | 6-cyl V-motor SOHC  | 1998 cm³      | 180 hk | Bränsleinsprutning, turbo |
| Diesel    | 6-cyl radmotor SOHC | 2792 cm³      | 90 hk  | Dieselmotor               |
| 300E      | 6-cyl V-motor SOHC  | 2960 cm³      | 180 hk | Bränsleinsprutning        |
| 300 Turbo | 6-cyl V-motor SOHC  | 2960 cm³      | 230 hk | Bränsleinsprutning, turbo |

## Nissan Cedric Y31
Med den sjunde generationen Cedric infördes individuell hjulupphängning bak. Bilen fanns bara som fyrdörrars sedan eller hard top. Försäljningen utanför Japan hade nu näst intill upphört.
Varianter:
| Modell    | Motor               | Cylindervolym | Effekt | Bränslesystem             |
| --------- | ------------------- | ------------- | ------ | ------------------------- |
| 200 Turbo | 6-cyl V-motor DOHC  | 1998 cm³      | 210 hk | Bränsleinsprutning, turbo |
| Diesel    | 6-cyl radmotor SOHC | 2792 cm³      | 100 hk | Dieselmotor               |
| 300       | 6-cyl V-motor SOHC  | 2960 cm³      | 155 hk | Bränsleinsprutning        |
| 300 DE    | 6-cyl V-motor DOHC  | 2960 cm³      | 200 hk | Bränsleinsprutning        |
| 300 Turbo | 6-cyl V-motor DOHC  | 2960 cm³      | 255 hk | Bränsleinsprutning, turbo |

### Nissan Cedric Sedan
Parallellt med den vanliga Y31-modellen tillkom den enklare Cedric Sedan, avsedd för yrkestrafik som taxi eller polisbil. Bilen såldes oftast med fyrcylindrig motor för billigare bränslen som LPG eller diesel, som en enkelt utrustad "Business Sedan" (QJY31). Modellen uppgraderades senast i juni 2012 med Isofix infästningar i baksätet som standard. Cedric Sedan fanns nu enbart med en fyrcylindrig tvåliters NA20PE motor på 85 hk som går på gasol, kopplad till en fyrväxlad automatlåda. Tillverkningen avslutades 2014.

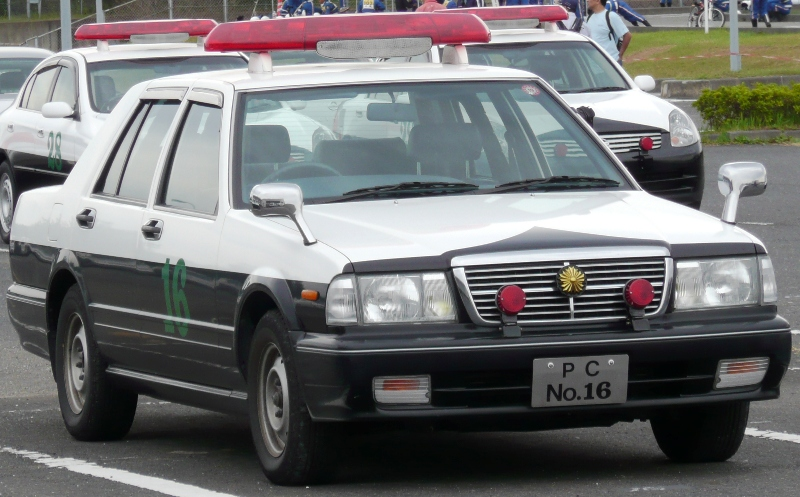
Nissan Cedric Sedan som polisbil.

## Nissan Cedric Y32
Cedric Y32 fick ny kaross men under skalet hämtades tekniken från företrädaren. Modellen hade även en lyxigare syskonversion kallad Nissan Cima.
Varianter:
| Modell    | Motor               | Cylindervolym | Effekt | Bränslesystem             |
| --------- | ------------------- | ------------- | ------ | ------------------------- |
| 200       | 6-cyl V-motor SOHC  | 1998 cm³      | 125 hk | Bränsleinsprutning        |
| Diesel    | 6-cyl radmotor SOHC | 2792 cm³      | 100 hk | Dieselmotor               |
| 300       | 6-cyl V-motor SOHC  | 2960 cm³      | 160 hk | Bränsleinsprutning        |
| 300 DE    | 6-cyl V-motor DOHC  | 2960 cm³      | 200 hk | Bränsleinsprutning        |
| 300 Turbo | 6-cyl V-motor DOHC  | 2960 cm³      | 255 hk | Bränsleinsprutning, turbo |

## Nissan Cedric Y33
Cedric Y33 uppdaterades med en ny generation motorer. Bilen fanns nu även med fyrhjulsdrift som tillval.
Varianter:
| Modell    | Motor               | Cylindervolym | Effekt | Bränslesystem             |
| --------- | ------------------- | ------------- | ------ | ------------------------- |
| 200       | 6-cyl V-motor DOHC  | 1995 cm³      | 150 hk | Bränsleinsprutning        |
| 250       | 6-cyl V-motor DOHC  | 2495 cm³      | 190 hk | Bränsleinsprutning        |
| Diesel    | 6-cyl radmotor SOHC | 2792 cm³      | 100 hk | Dieselmotor               |
| 300       | 6-cyl V-motor SOHC  | 2960 cm³      | 160 hk | Bränsleinsprutning        |
| 300 DE    | 6-cyl V-motor DOHC  | 2987 cm³      | 210 hk | Bränsleinsprutning        |
| 300 Turbo | 6-cyl V-motor DOHC  | 2987 cm³      | 270 hk | Bränsleinsprutning, turbo |

## Nissan Cedric Y34
Den tionde generationen Cedric blev också den sista. Motorerna uppdaterades med direktinsprutning och bilen såldes även med turbomotorn från Nissan Skyline. Cedric- och Gloria-modellerna ersattes hösten 2004 av Nissan Fuga.
Varianter:
| Modell | Motor               | Cylindervolym | Effekt | Bränslesystem             |
| ------ | ------------------- | ------------- | ------ | ------------------------- |
| 250    | 6-cyl V-motor DOHC  | 2495 cm³      | 210 hk | Bränsleinsprutning        |
| 250 LX | 6-cyl radmotor DOHC | 2498 cm³      | 260 hk | Bränsleinsprutning, turbo |
| 300    | 6-cyl V-motor DOHC  | 2987 cm³      | 230 hk | Bränsleinsprutning        |
| 300 LX | 6-cyl V-motor DOHC  | 2987 cm³      | 280 hk | Bränsleinsprutning, turbo |